# SkyEurope
SkyEurope a fost o companie aeriană low-cost cu baza la Bratislava, pe aeroportul M. R. Stefanik și cu alte două baze la Viena și Praga.
Compania a fost înființată în noiembrie 2001 și operează din 13 februarie 2002 (cursa Bratislava-Kosice cu o aeronavă Embraer 120).
SkyEurope a operat 44 de rute către 30 de destinații în 17 țări,cea mai mare companie low-cost din centrul Europei. SkyEurope deținea 12 avioane, toate de tipul Boeing 737.
În 22 iunie 2009, SkyEurope a anunțat că a obținut o decizie din partea unui tribunal din Bratislava prin care se pune la adăpostul creditorilor în perioada în care își restructurează datoriile.
În 1 septembrie 2009, SkyEurope a anunțat că a și-a suspendat operațiile și a intrat în faliment.